# کیوان مقدم
کیوان مقدم(متولد ۱۳۵۴ در تهران) مدیر هنری ، طراح صحنه و لباس سینمای ایران است. 

## زندگی
او تحصیلات خود را در رشتهٔ هنر ادامه داد و توانست از دانشکده صدا و سیما و دانشکده هنر دانشگاه آزاد اسلامی به ترتیب در رشته‌های گرافیک و طراحی صحنه فارغ‌التحصیل شود. مقدم عضو انجمن طراحان صحنه خانه سینما می‌باشد. او طراح صحنه و لباس فیلم برنده اسکار جدایی نادر از سیمین است؛ و برای طراحی صحنه و لباس بسیاری از فیلم‌ها نامزد دریافت جایزه در جشنواره‌های سینمایی شده‌ است. او مشاور هنری فیلم سینمایی ژاپنی، خورشید بی‌غروب به کارگردانی ستسورو واکاماتسو بوده ‌است. پس از اکران فیلم فروشنده (اصغر فرهادی) در شصت و نهمین جشنواره فیلم کن، دبورا یانگ (منتقد هالیوود ریپورتر) گفت: طراحی صحنه کیوان مقدم در دو آپارتمان به عنوان لوکیشنهایی که کنش‌های اجتماعی فیلم در آن اتفاق می‌افتد و با استفاده از درب‌ها و پنجره‌های خاص، چشمگیر است.فیلم فروشنده برنده اسکار فیلم خارجی سال ۲۰۱۷ می‌باشد و این دومین فیلم ایرانی برنده اسکار است که کیوان مقدم طراح هنری آن می‌باشد. وی عضو دائمی آکادمی داوری جشن خانه سینماست. مقدم در نوزدهمین جشن سینمای ایران پس از دریافت تندیس و دیپلم افتخار برای فیلم فروشنده (اصغر فرهادی)، دیپلم افتخار خود را به طراح لباس این فیلم (سارا سمیعی) که جز کاندیداهای آن بخش بود تقدیم کرد. ایشان پس از (ایرج رامین فر) دومین طراح صحنه ای است که برای یک فیلم سیاه و سفید (غلامرضا تختی) برنده سیمرغ بلورین از جشنواره فیلم فجر شده‌است. هیات داوران بخش بلند داستانی مسابقه بین‌الملل در سی و سومین دوره ، جایزه پروانه زرین بهترین دستاورد هنری را برای اولین بار به دلیل ترسیم و عینیت بخشیدن هنرمندانه به حریم خصوصی نوجوانان به کیوان مقدم طراح صحنه فیلم سینمایی خورشید اهدا کرد . نکته قابل توجه این است که این جشنواره از شروع تا به اکنون چنین جایزه ایی را برای این رشته هنری (طراحی صحنه ) اختصاص نداده بود و این رویداد هنری  برای بار اول اتفاق افتاد.در حال حاضر کیوان مقدم تنها طراح هنری سینمای ایران است که دو فیلم برنده اسکار خارجی را در کارنامه خود دارد.
کیوان مقدم در پروژه‌ی سینمایی «موسی» به‌عنوان مدیر هنری و طراح صحنه همکاری کرده است. او با تلفیق خلاقانه‌ی فضاهای مجازی و واقعی، فضاهایی نوآورانه و باشکوه برای روایت این داستان تاریخی و مذهبی خلق کرده است.
مقدم با نظارت دقیق هنری و بهره‌گیری از تکنیک‌های پیشرفته CGI، در کنار دکورها و آکسسوارهای فیزیکی، موفق شد پروژه را در استودیو طراحی و اجرا کند. او به همراه گروه جوان، مستعد و پرتلاش، در بازه‌ای کوتاه و با انجام آزمایش‌های متعدد، این پروژه را به مرحله‌ی تولید رساند.
او با طراحی و بازسازی مناظر باستانی، کاخ‌ها، معابد و دیگر لوکیشن‌های تاریخی، جلوه‌های بصری خلاقانه و متنوعی ایجاد کرده است. این فیلم، سرشار از تنوع در گرافیک و معماری است و با بهره‌گیری از کانسپت‌های جذاب، فضایی چشمگیر و واقع‌گرایانه را به نمایش گذاشته است.
این رویکرد نوآورانه، برای نخستین بار در یک فیلم تاریخی ایرانی به کار رفته است. این تکنیک علاوه بر صرفه‌جویی در هزینه‌ها و زمان تولید، امکان بازنمایی جزئیات پیچیده و ایجاد جلوه‌های بصری خیره‌کننده را نیز فراهم کرده است.
همکاری کیوان مقدم در این پروژه، نقطه عطفی در به‌کارگیری فناوری‌های مدرن در سینمای تاریخی ایران محسوب می‌شود. این تجربه موفق، زمینه‌ساز تولید پروژه‌های بیشتری با این تکنیک در استودیوهای پیشرفته‌تر در آینده خواهد بود.

## فیلم‌های سینمایی
- موسی کلیم‌الله: به وقت طلوع (۱۴۰۳)
- عزیز (۱۴۰۲)
- بدون قرار قبلی (۱۴۰۰)
- شب ، دیوار ،داخلی (۱۳۹۹)
- خورشید (۱۳۹۸)
- ما همه با هم هستیم (۱۳۹۷)
- غلامرضا تختی (۱۳۹۷)
- رضا (۱۳۹۶)
- درساژ (۱۳۹۶)
- سوءتفاهم (۱۳۹۶)
- جاده قدیم(۱۳۹۶)
- اسرافیل(۱۳۹۵)
- حکایت دریا(۱۳۹۵)
- تابستان داغ(۱۳۹۵)
- فروشنده (۱۳۹۴)
- مالاریا(۱۳۹۴)
- دوئت(۱۳۹۳)
- من دیگو مارادونا هستم(۱۳۹۳)
- دو(۱۳۹۳)
- دلم میخواد(۱۳۹۲)
- متروپل(۱۳۹۲)
- بیگانه(۱۳۹۲)
- ارسال آگهی نسلیت برای روزنامه(۱۳۹۲)
- ملبورن (۱۳۹۲)
- دربند (۱۳۹۱)
- مهمان داریم (۱۳۹۱)
- هیچ‌کجا هیچ‌کس (۱۳۹۱)
- بغض (۱۳۹۰)
- جدایی نادر از سیمین (۱۳۸۹)
- دعوت (۱۳۸۷)
- بی‌پولی (۱۳۸۶)
- تسویه حساب (۱۳۸۶)
- حقیقت گمشده (۱۳۸۶)
- دایره زنگی (۱۳۸۶)
- مخمصه (۱۳۸۶)
- اگه می تونی منو بگیر (۱۳۸۵)
- لبه‌ی پرتگاه (ناتمام) (۱۳۸۵)
- رئیس (۱۳۸۵)
- تله (۱۳۸۴)
- حکم (۱۳۸۴)
- ستاره‌ها (جلد ۱: ستاره می‌شود) (۱۳۸۴)
- ستاره‌ها (جلد ۲: ستاره است) (۱۳۸۴)
- ستاره‌ها (جلد ۳: ستاره بود) (۱۳۸۴)
- شام عروسی (۱۳۸۴)
- ازدواج صورتی (۱۳۸۳)
- زن زیادی (۱۳۸۳)
- باج خور (۱۳۸۲)
- جنایت (۱۳۸۲)
- شهر زیبا (۱۳۸۲)
- ملاقات با طوطی (۱۳۸۲)
- جایی دیگر (۱۳۸۱)
- واکنش پنجم (۱۳۸۱)
- بال‌های سپید (۱۳۷۷)

## مجموعه تلویزیونی
- مهمونی ۱ ، ۲ ، ۳ (ایرج طهماسب)
- نیمکت (محمد رحمانیان)
- در گوش سالمم زمزمه کن (محمد رحمانیان)
- سرزمین کهن (کمال تبریزی)

## فیلم‌های کوتاه
- باران برای تو می بارد (محمدمهدی دل خواسته) (۱۳۹۸)[۴]
- آخرین لالایی (محمد وحدانی) (۱۳۹۸)

## جوایز و افتخارها
| سال  | جشنواره                                                                   | نام اثر                          | نتیجه    |
| ---- | ------------------------------------------------------------------------- | -------------------------------- | -------- |
| ۱۳۸۲ | تندیس خانه سینما برای بهترین طراحی صحنه و لباس                            | جنایت                            | نامزدشده |
| ۱۳۸۲ | سیمرغ بلورین بهترین طراحی صحنه و لباس                                     | شهر زیبا                         | نامزدشده |
| ۱۳۸۳ | تندیس خانه سینما برای بهترین طراحی صحنه و لباس                            | شهر زیبا                         | نامزدشده |
| ۱۳۸۹ | تندیس خانه سینما برای بهترین طراحی صحنه و لباس                            | بی پولی                          | نامزدشده |
| ۱۳۸۹ | سیمرغ بلورین بهترین طراحی صحنه و لباس                                     | جدایی نادر از سیمین              | نامزدشده |
| ۱۳۹۰ | تندیس خانه سینما برای بهترین طراحی صحنه                                   | جدایی نادر از سیمین              | نامزدشده |
| ۱۳۹۱ | سیمرغ بلورین بهترین طراحی صحنه و لباس                                     | دربند                            | نامزدشده |
| ۱۳۹۲ | تندیس بهترین طراحی صحنه و لباس از جشن منتقدان سینما                       | بیگانه                           | نامزدشده |
| ۱۳۹۳ | تندیس خانه سینما برای بهترین طراحی صحنه و لباس                            | دربند                            | نامزدشده |
| ۱۳۹۳ | سیمرغ بلورین بهترین طراحی صحنه و لباس                                     | من دیه گو مارادونا هستم          | نامزدشده |
| ۱۳۹۴ | تندیس بهترین طراحی صحنه و لباس از پنجمین جشنواره فیلم شهر                 | میهمان داریم                     | نامزدشده |
| ۱۳۹۵ | تندیس خانه سینما برای بهترین طراحی صحنه و لباس                            | دو                               | نامزدشده |
| ۱۳۹۵ | سیمرغ بلورین بهترین طراحی صحنه و لباس                                     | تابستان داغ                      | نامزدشده |
| ۱۳۹۶ | تندیس خانه سینما برای بهترین طراحی صحنه                                   | فروشنده                          | پیروز    |
| ۱۳۹۶ | تندیس بهترین طراحی صحنه در جشنواره تجلی اراده ملی اروند                   | جاده قدیم                        | پیروز    |
| ۱۳۹۶ | سیمرغ بلورین بهترین طراحی صحنه                                            | سوء تفاهم                        | نامزدشده |
| ۱۳۹۷ | تندیس خانه سینما برای بهترین طراحی صحنه                                   | مالاریا                          | نامزدشده |
| ۱۳۹۷ | سیمرغ بلورین بهترین طراحی صحنه                                            | غلامرضا تختی                     | پیروز    |
| ۱۳۹۸ | بهترین دستاورد فنی از سیزدهمین جشن منتقدین و نویسندگان سینمای ایران       | غلامرضا تختی                     | نامزدشده |
| ۱۳۹۸ | تندیس خانه سینما برای بهترین طراحی صحنه                                   | غلامرضا تختی                     | پیروز    |
| ۱۳۹۸ | سیمرغ بلورین بهترین طراحی صحنه                                            | خورشید                           | پیروز    |
| ۱۳۹۹ | پروانه زرین "بهترین دستاورد فنی و هنری" سی و سومین جشنواره بین الملل کودک | خورشید                           | پیروز    |
| ۱۴۰۱ | تندیس بهترین طراحی صحنه و لباس در آکادمی فیلم ایسفا                       | فیلم کوتاه آخرین لالایی در تهران | پیروز    |
| ۱۴۰۳ | سیمرغ بلورین بهترین طراحی صحنه                                            | موسی کلیم‌الله                    | پیروز    |